# Comedy Central
Комеди сентрал (енгл. Comedy Central) је амерички кабловски и сателитски ТВ канал углавном оријентисан на производњу и емитовање хумористичких ТВ серија. Основао га је Тајм Ворнер 1989. године.
Од почетка 2000-их година, Комеди сентрал је растао глобално са локализованим верзијама у Азији, Немачкој, Чешкој, Мађарској, Израелу, Италији, Јужној Америци, Новом Зеланду, Холиндији, Норвешкој, Пољској, Шпанији, Шведској, Данској, Финској, Ирској, Уједињеном Краљевству, Индији, Бразилу, Албанији, Бугарској, Белгији, Румунији, Блиском истоку и Африци. Интернационалним каналима управља Вајаком Интернашонал Медија Нетворкс.
У САД, Комеди сентрал је доступан у 91.859.000 милиона домова (78,919% домова са телевизором) од јануара 2016. године.